# November Woods
November Woods és un poema simfònic escrit pel compositor britànic Arnold Bax el 1917. S'estrenà el 18 de novembre del 1920 a Manchester, a càrrec de la Hallé Orchestra dirigida per Hamilton Harty, el també va dirigir la primera presentació a Londres un mes més tard. Murdoch va publicar la partitura el 1921.
S'obre amb una representació dramàtica d'un tempestuós paisatge arbrat, seguit per una secció molt més pacífica i el desenvolupament abans que torni cap al final l'estat d'ànim de tempesta de l'obertura.
L'obra té una durada aproximada de 18 minuts.